# Litsea glaucescens
El laurel de la sierra (Litsea glaucescens), también conocido como falso laurel, es un árbol angiospérmico de clase dicotiledónea, de la familia de las Lauraceae. Tiene una altura de hasta 6 m, sus flores son blancas y rosas con frutos de color negro. Se distribuye principalmente en los estados de la Sierra Madre Oriental. Habita en las serranías y a orillas de ríos. Su distribución se extiende desde México hasta Costa Rica, y actualmente se encuentra en la categoría de especie en peligro de extinción en México, en la NOM-059 de SEMARNAT. Se utiliza para tratar problemas estomacales y de vías respiratorias.   

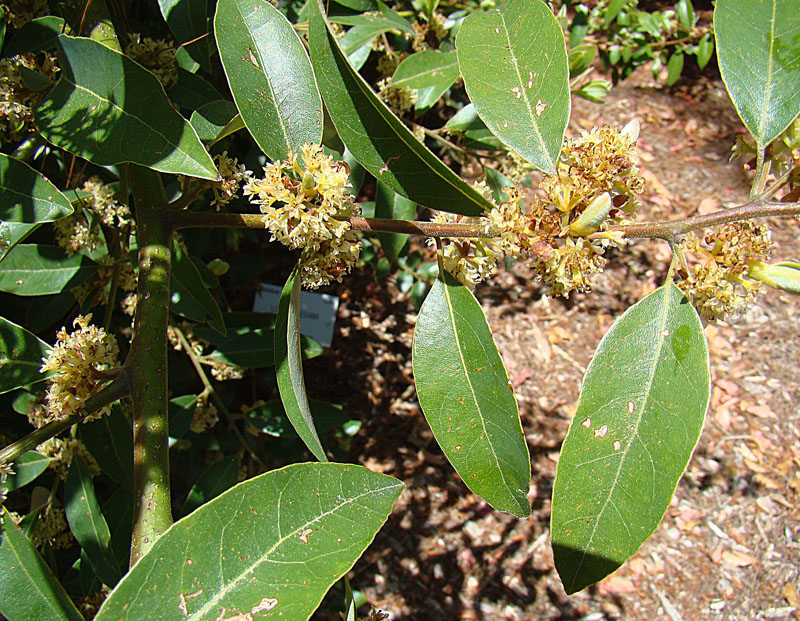
Detalle de las hojas

## Descripción
Crece hasta 3-6 m de altura;  corteza color café; tronco grueso; raíces espinuladas. Hojas delgadas y largas, con una constricción en el ápice, verde fuerte en el haz, y verde más claro en el envés, se usan como condimento; flor en colores rosa o blanco, en racimos;  pistilo se divide en cuatro partes de las cuales dos sirven para retener polen y las otras para sostener a estas anteriores;  corola pequeña y abundante, el estigma está constituido por una concentración de polen y al microscopio muestra una gran cantidad de pequeños glóbulos de color beige, el androceo o filamento es de un color rosado y presenta pequeñas extensiones o una pilosidad muy fina y debajo de ésta se encuentra el receptáculo de color verde, en su interior se encuentra una bolsa dividida en tres partes con un grupo de pequeños óvulos y uno más grande por cada cuatro.  Frutos se ponen de color negro. 

## Distribución y hábitat
La especie se distribuye desde México hasta Costa Rica. Crece en el monte, a orillas de los ríos y en las casas. 
Se encuentra en peligro de extinción, de acuerdo a la norma mexicana NOM-059-SEMARNAT-2001, debido a que ha sido aprovechada intensamente para varios usos, con fines medicinales y gastronómicos hasta religiosos durante la celebración del Domingo de Ramos.
En México se distribuye en la Sierra Madre Oriental en los estados del Sur de Tamaulipas, San Luis Potosí, Querétaro e Hidalgo. También hay registros en Oaxaca y Chiapas.

## Nombres comunes
- Arrayán, Laurel, Laurel de la sierra, Laurelillo (Español)
- Lipa-cujue-e (Chontal) [2]

## Propiedades
El principal uso medicinal que se le da al laurel es para aliviar el dolor de estómago. En Chiapas se recomienda tomarlo en forma de té y en Oaxaca la infusión de las hojas diluida en licor de caña. Para la tos grave y la tos ferina se recomienda tomarlo como té, que se puede combinar con ruda (Ruta graveolens), cinco negritos (Lantana camara), sauco (Sambucus mexicana), hinojo y clavo.
Historia
En la segunda mitad del siglo XVI, Francisco Hernández de Toledo señala que los indígenas curan con su sahumerio la parálisis, alivian el cansancio y la epilepsia de los niños.
A principios del siglo XVIII, Juan de Esteyneffer lo usa para enfermedades frías de la cabeza, contra la perlesía, hidropesía, ascitis, anasarca, y lombrices.
Para el siglo XX, Maximino Martínez refiere su uso para la angina y como antiespasmódico.
Hoy en día su uso está dedicado labores de tipo religioso ofreciendo ramos como ofrenda en diversas culturas en especial en la denominada (Semana Santa) días que se consideran de culto para la religión católica y cristiana sobre además de tener mucha afluencia en cuanto a ventas para dichos propósitos de ofrendas y de bendecir dicha planta con fines de pureza y redención.

## Taxonomía
Litsea glaucescens fue descrita por Carl Sigismund Kunth y publicado en Nova Genera et Species Plantarum (quarto ed.) 2: 168. 1817.
Sinonimia
- Dipliathus angulata Raf.
- Litsea acuminatissima Lundell
- Litsea cervantesii Kunth
- Litsea flavescens Bartlett
- Litsea guatemalensis Mez
- Litsea matudae Lundell
- Litsea neesiana (S.Schauer) Hemsl.
- Litsea neesiana var. corymbifera (Meisn.) Hemsl.
- Litsea neesiana var. villosa (M.Martens & Galeotti) Hemsl.
- Litsea orizabae (M. Martens & Galeotti) Mez
- Litsea schaffneri Bartlett
- Malapoenna glaucescens (Kunth) Kuntze
- Malapoenna guatemalensis (Mez) Kuntze
- Malapoenna neesiana (S. Schauer) Kuntze
- Ocotea ramentacea Mart. ex Nees
- Persea orizabae M. Martens & Galeotti
- Tetranthera glaucescens (Kunth) Spreng.
- Tetranthera glaucescens var. major Meisn.
- Tetranthera glaucescens var. racemosa Meisn.
- Tetranthera glaucescens var. subcorymbosa Meisn.
- Tetranthera glaucescens var. subsolitaria Meisn.
- Tetranthera neesiana S.Schauer
- Tetranthera neesiana var. corymbifera Meisn.
- Tetranthera neesiana var. villosa (M.Martens & Galeotti) Meisn.
- Tetranthera villosa M.Martens & Galeotti[5]